# Schweizer Parlamentswahlen 1922/Resultate Nationalratswahlen
Die Nationalratswahlen der 26. Legislaturperiode fanden am 29. Oktober 1922 statt. Auf dieser Seite findet sich eine Übersicht über die Resultate in den Kantonen (Parteien, Stimmen, Wähleranteil, Sitze, Gewählte).